# Southeast Financial Center
Le Southeast Financial Center anciennement appelé Wachovia Financial Center est un gratte-ciel de bureaux situé à Miami, en Floride (États-Unis).
Inauguré le 16 juillet 1984 et s'élevant à 233 mètres, c'était alors le plus haut immeuble au sud de New York et à l'est du Mississippi. Il a été depuis dépassé par le Four Seasons Hotel Miami en 2003.
La tour est l'œuvre des architectes Skidmore, Owings and Merrill de Chicago.

## Locataires
Depuis 2022 la tour abrite le siège du hedge fund Citadel.